# Chapel Island, Newfoundland (Notre Dame Bay)
Chapel Island är en ö i Kanada.   Den ligger i viken Notre Dame Bay i provinsen Newfoundland och Labrador, i den östra delen av landet, 1 600 km öster om huvudstaden Ottawa. Arean är 45 kvadratkilometer.
Terrängen på Chapel Island är platt. Öns högsta punkt är 91 meter över havet. Den sträcker sig 12,6 kilometer i nord-sydlig riktning, och 10,2 kilometer i öst-västlig riktning.
I omgivningarna runt Chapel Island växer i huvudsak blandskog. Trakten runt Chapel Island är nära nog obefolkad, med mindre än två invånare per kvadratkilometer.